# Diodio Diouf
Mame Diodio Diouf (Dakar, 15 dicembre 1984) è un'ex cestista senegalese.

## Carriera
Con il Senegal ha disputato i Giochi olimpici di Rio de Janeiro 2016 e due edizioni dei Campionati mondiali (2006, 2010).